# Paketreselagen
Paketreselagen, formellt lagen (1992:1672) om paketresor, är en svensk lag som innehåller en resegaranti avseende en viss typ av resor som säljs till konsumenter. Resegarantin är ett ekonomiskt skydd för resenärer när en resa blir inställd eller avbruten. Resenären kan då ansöka om ersättning ur resegarantin. Resegarantilagen gäller för:
En paketresa enligt den definition som används i lagen är ett arrangemang som består av transport och inkvartering eller någon av dessa tjänster i kombination med en turisttjänst, som utgör en inte oväsentlig del av arrangemanget och som inte är direkt knuten till transporten eller inkvarteringen, som till exempel hyrbil, teaterbiljetter eller inträde till ett idrottsevenemang. En paketresa måste vara längre än 24 timmar eller innehålla inkvartering. En paketresa säljs till ett helhetspris eller till skilda priser som är knutna till varandra. Resegaranti ska finnas för alla paketresor, oavsett om de säljs till privatpersoner eller företag.
Resegarantilagen gäller även följande resor om dessa köpts av privatpersoner:
- Paketliknande resor: Resegarantin omfattar de som köper paketliknande resor, det vill säga resor som består av separata transport- och inkvarteringstjänster som tillsammans uppvisar väsentlig likhet med en paketresa. Kombinationen bör framstå som en naturlig enhet.
- Stolsförsäljning: Även den som bara har köpt en transport kan få ersättning ur resegarantin om transporten sker tillsammans med en paketresa, till exempel på ett charterplan eller en buss. Den som bara köper en reguljär biljett är däremot inte skyddad av resegarantin.
- Utbildningsresor: Den som köpt en resa som består av transport och utbildningsvistelse med inkvartering i form av boende i värdfamilj kan få ersättning ur resegarantin. Detta gäller även om inkvarteringen är gratis.

Ansökan om ersättning skall ha kommit in till Resegarantinämnden senast tre månader efter det att resan blivit inställd, avbruten eller av annan anledning inte blivit av.